# Les Sœurs Robin (téléfilm)
Les Sœurs Robin est un téléfilm français réalisé par Jacques Renard réalisé en 2005. Il dure 105 minutes.

## Synopsis
Marie et Aminthe, toutes deux célibataires et sans enfants, habitent ensemble la maison léguée par leur grand-père. Aminthe vit dans le souvenir de Fabien, son fiancé mort en Indochine voilà plus de cinquante ans. Marie, l'aînée, aime se remémorer le temps heureux de leur enfance - avant qu'elles ne perdent prématurément leurs parents. Elles vivent de leurs pensions - petites -, des légumes du potager que Marie vend au marché et des cours de piano que donne Aminthe... Pas de quoi entretenir leur vieille demeure, mal chauffée et dont la toiture est à refaire... Mais lorsqu'Aminthe affirme qu'il faut vendre et acheter un appartement, Marie refuse catégoriquement.

## Fiche technique
- Réalisateur : Jacques Renard
- Scénario : Jacques Renard et Jacques Reboud, librement inspiré du roman éponyme d'Yves Viollier
- Musique : Serge Franklin
- Chef Décorateur : Denis Bourgier
- Date de diffusion : 17 février 2007 sur France 3

## Distribution
- Line Renaud : Marie
- Danièle Lebrun : Aminthe
- Stéphanie Fatout : Mme Maurin
- Alexandre Carrière : Le père de Pierrot
- Mathilde Verkinderen : Marie à 11 ans
- Garance Le Guillermic : Aminthe à 7 ans
- Arthur Vaughan-Whitehead : Pierrot
- Elodie Le Brun : La mère
- Bruno Buffoli : Le père
- Cyril Brisse : L'oncle